# Wilhelm Beer
Wilhelm Wolff Beer (4 de gener del 1777, Berlín - 27 de març del 1850, Berlín), fou un banquer i astrònom alemany conegut per fer el primer mapa exacte de la superfície de la Lluna. El seu germà fou el compositor Giacomo Meyerbeer.

## Astronomia
La fama de Beer derivà del seu passatemps, l'astronomia. Construí un observatori privat amb un telescopi refractor de 9,5 cm a Tiergarten, Berlín. Juntament amb Johann Heinrich von Mädler van produir el primer mapa exacte de la superfície de la Lluna (titulat: Mapa Selenographica) el 1834-1836, i el 1837 publicà una descripció de la LLuna (Der Mond nach seinen kosmischen und individuellen Verhältnissen). Ambdues obres foren les millors descripcions de la Lluna per moltes dècades.
El 1830 Beer i Mädler crearen el primer globus del planeta Mart. El 1840 van fer un mapa del planeta vermell i calcularen el seu període de rotació en 24h 37min i 22,7s, només 0,1 segon de diferència respecte al valor considerat correcte en l'actualitat.

## Altres treballs
A més de la seva afició per l'astronomia judà a la construcció del sistema ferroviari a Prússia i va promoure la comunitat jueva a Berlín. A l'última dècada de la seva vida va treballar com a escriptor i polític. El 1849 fou escollit membre de la primera cambra del parlament prussià.

## Distincions

### Epònims
- El cràter Beer a la Lluna.
- El cràter Beer a Mart.
- L'asteroide 1896 Beer.